# Markcooperite
La markcooperite (simbolo IMA: Mcp) è un minerale appartenente alla famiglia degli "ossidi e idrossidi" con composizione chimica Pb2(UO2)TeO6.

## Etimologia e storia
La markcooperite prende il nome dal mineralogista canadese Mark Cooper dell'Università di Manitoba.

## Classificazione
Nella nona edizione della sistematica dei minerali di Strunz, aggiornata dall'Associazione Mineralogica Internazionale (IMA) fino al 2009, la markcooperite non viene elencata, poiché approvata proprio quell'anno; si trova nell'edizione successiva, proseguita dal database "mindat.org" (chiamata anche Classificazione Strunz-mindat), dove la markcooperite si trova nella classe "7. Solfati (selenati, tellurati, cromati, molibdati, tungstati)" e nella sottoclasse "7.E Solfati di uranile"; questa viene ulteriormente suddivisa in base alle dimensioni dei cationi coinvolti, in modo che la markcooperite possa essere trovata nella sezione "7.EB Con cationi di media dimensione", dove è l'unico membro del sistema nº 7.EB.25.
Nella Sistematica dei lapis (Lapis-Systematik) di Stefan Weiß la markcooperite si trova nella classe degli "ossidi" e nella sottoclasse dei "solfiti, seleniti, telluriti"; qui il minerale è nella sezione "tellurati con gruppi [Te6+O6]6- e strutture correlate" dove forma il sistema nº IV/K.15 insieme ad agaite, andychristyite, backite, bairdite, brumadoite, cesbronite, cuzticite, dagenaisite, eckhardite, frankhawthorneite, fuettererite, jensenite, khinite, kuranakhite, leisingite, mcalpineite, mojaveite, montanite, ottoite, paratimroseite, raisaite, timroseite, utahite, xocolatlite, xocomecatlite e yafsoanite.

## Abito cristallino
La markcooperite cristallizza nel sistema monoclino con il gruppo spaziale P21/C (gruppo nº 14) con i parametri reticolari a = 5,722(2) Å, b = 7,7478(2) Å, c = 7,889(2) Å e β = 90,833(5)°, oltre ad avere 2 unità di formula per cella unitaria.

## Origine e giacitura
La markcooperite si forma secondariamente sulle superfici di frattura e in piccole cavità nelle vene di quarzo o formata dall'ossidazione parziale di solfuri primari (ad esempio, galena) e tellururi (ad esempio, hessite) durante o in seguito alla brecciatura delle vene di quarzo; il minerale è in paragenesi con clorargirite ricca di bromo, iodargirite, khinite, wulfenite, housleyite, thorneite, ottoite e timroseite.
La markcooperite è un minerale molto raro ed è stata trovata nella sua località tipo, la Otto Mountain, nel distretto minerario "Silver Lake" nella contea di San Bernardino (California, Stati Uniti) e a Kamoto nella provincia di Lualaba (Repubblica Democratica del Congo).

## Forma in cui si presenta in natura
La markcooperite si presenta in prismi pseudotetragonali di dimensioni fino a 0,2 mm o come intercrescite botrioidali fino a 0,3 mm di diametro; dagli studi sui campioni non è emersa alcuna geminazione.
La markcooperite è arancione e trasparente, con uno striscio arancione chiaro; la sua lucentezza è adamantina e non è
fluorescente.